# Šestakovo
Šestakovo (in russo Шестаково?) è un insediamento di tipo urbano della Russia, situato nell'Oblast' di Irkutsk.